# Medetera sphaeroidea
Medetera sphaeroidea är en tvåvingeart som beskrevs av Negrobov 1967. Medetera sphaeroidea ingår i släktet Medetera och familjen styltflugor. Inga underarter finns listade i Catalogue of Life.